# Старфайр
Старфайр (англ. Starfire, иногда переводится как Звёздный огонь) — имя нескольких супергероинь комиксов издательства DC Comics, наиболее известной из которых является Корианд’р, четвёртый по счёту персонаж с этим именем. Созданный Марвом Вольфманом и Джорджем Пересом, персонаж дебютировал в одном из превью-серий комиксов издательства в октябре 1980 года. В 2013 году IGN поставил Старфайр на 21 место в списке 25 лучших персонажей DC Comics. Журнал Comics Buyer's Guide поместил её на 20 место в списке 100 самых сексуальных женщин в комиксах.

## Разработка персонажа
Дизайн Старфайр основан на облике нескольких различных персонажей. В одном из интервью Джордж Перес говорил о ней так:

…Насколько я понял по описанию, она как Рыжая Соня из космоса, и поэтому она получила такой визуальный стиль. Когда Джо Орландо, проходя мимо, увидел мои наброски, то предложил сделать её волосы длиннее. Я развил эту идею и добавил ей след при полёте, как у Могучего Мышонка.
Оригинальный текст (англ.)...I figured based on the description, was Red Sonja in outer space, so she ended up having a visual cue from that. When Joe Orlando passed by and saw the character sketches he suggested that maybe her hair should be longer. That I took to the ninth degree and gave her the Mighty Mouse contrail.

## Способности
Благодаря особенностям физиологии своей расы, Старфайр способна поглощать ультрафиолетовое излучение и превращать его в чистую энергию, используемую для сверхзвукового полёта. Первоначально она была способна летать в космосе, но в Red Hood and the Outlaws #2 и #27 отмечается, что после перезагрузки вымышленной вселенной Старфайр может летать только при условии воздействия гравитации. Манипулирование поглощённой энергией также даёт ей невероятную силу и выносливость. В сочетании с исключительными навыками ближнего боя это позволяет ей одерживать победу над значительно более сильными противниками, чем она сама. Сама героиня утверждала, что может некоторое время противостоять самой Чудо-женщине. Кроме того, после инопланетного эксперимента Старфайр получила возможность выпускать поглощённую энергию в виде разрушительных взрывов ярко-зелёной энергии, называемых старбо́лтами. Старболты истощают её силы, поэтому после использования особо мощной атаки она временно становится крайне ослабленной.
Как и все представители её расы, Старфайр может мгновенно выучить любой язык посредством физического контакта с его носителем.
У неё 9 желудков.

## Другие версии
- В кроссоверной вселенной Амальгама она была объединена с Шэттерстар[англ.] из вселенной Marvel, в результате чего они стали одним персонажем по имени Шэттерстарфайр.[6]
- В альтернативной сюжетной линии серии комиксов Flashpoint Старфайр объединяется с командой Амазонок и намеревается сжечь город дотла.[7] Впоследствии она присоединяется к Дику Грейсону и Дэдмену[англ.] в поисках Шлема Набу Доктора Фэйта, но погибает вместе с Амазонками от взрыва, устроенного Диком.[8]

## Вне комиксов

### Телевидение
В телесериале «Титаны» Старфайр показывают как женщину, которая ничего не помнит. Это сделано, чтобы показать, что она прилетела с другой планеты. У неё также присутствуют её сила и возможность изучать иностранный язык моментально. В новом сериале DC comics персонажа Старфайр играет Анна Диоп.

Старфайр в мультсериалах «Юные Титаны» и «Юные Титаны, вперёд!»

#### «Юные Титаны»
Старфайр является одним из главных персонажей в мультсериале 2003—2006 годов Юные Титаны в озвучке Хинден Уолш. Её история последовательно раскрывается на протяжении пяти сезонов мультсериала, в течение которого она борется со своим злейшим врагом Блэкфаер, пытается справиться со своими обязанностями в качестве принцессы и впоследствии королевы своего родного мира и неловкостью от ощущения себя чуждой Земле.

#### «Новые Юные Титаны[англ.]»
Возвращение героини на экраны произошло в 2013 году в серии короткометражных мультфильмов «Новые Юные Титаны». Стиль анимации в данном шоу подвергся значительным изменениям по сравнению с оригинальным мультсериалом, вследствие чего изменился также и облик персонажа.

#### «Юные Титаны, вперёд![англ.]»
Мультсериал, вышедший в том же году, что и «Новые Юные Титаны». Примечательно, что в отличие от «Юных Титанов», где героиня была влюблена в Робина, в то время как он скрывал это, в данном мультфильме он питает к ней любовное чувство, но оно не всегда взаимно; Старфайр предпочитает относиться к нему как к другу или брату. Однако в более поздних сериях она иногда проявляет к нему романтическое влечение.

### Полнометражные фильмы
- Юные Титаны: Происшествие в Токио — основной акцент в связанной с ней сюжетной линии сделан на построении романтических отношений с Робином.
- Супермен/Бэтмен: Враги общества — Старфайр предстаёт как одна из супергероев, нанятых Лексом Лютором.
- Лига Справедливости против Юных Титанов — Старфайр предстаёт как один из членов Юных титанов.
- LEGO Супергерои DC: Лига Справедливости — Прорыв Готэм-Сити — влюблена в Найтвинга, состоит в Юных Титанах.
- Юные Титаны: Контракт Иуды. Командир юных титанов.
- В фильме "Темная Лига справделивости: Война Апоколипса" она тоже появляется.

### Видеоигры
- Старфайр — играбельный персонаж в приставочных играх по мультсериалу «Юные Титаны» для Game Boy Advance, PlayStation 2, GameCube и Xbox
- Один из персонажей MMORPG DC Universe Online.
- Один из персонажей Scribblenauts Unmasked: A DC Comics Adventure[англ.] (играбельный только для Wii U).
- Один из персонажей компьютерной игры Lego Batman 3: Beyond Gotham (в качестве загружаемого контента).
- Старфайр доступна как игровой персонаж в MOBA-игре Infinite Crisis[англ.] в озвучке Дженнифер Хейл.
- Старфайр доступна в Injustice 2 как DLC-персонаж.

## Прочие персонажи с данным именем
- Первым персонажем, носившим имя Старфайр, был Леонид Константинович Ковар, супергерой, впервые появившийся в Teen Titans #18 (декабрь 1968). Впоследствии он получил имя «Красная Звезда[англ.]» во избежание путаницы с Корианд’р.
- Некоторое время имя «Старфайр» носила одна из противников Супергёрл. Данный персонаж не появлялся в комиксах после Кризиса на Бесконечных Землях.
- Третьей Старфайр была женщина с планеты Питария. Первый выпуск серии комиксов с её участием вышел в августе 1976 года. Всего в серии было издано восемь выпусков.